# Campionati del mondo di BMX 2013
I Campionati del mondo di BMX 2013, diciottesima edizione della competizione, si svolsero a Auckland, in Nuova Zelanda, dal 23 al 28 luglio.

## Programma
Martedì 23 luglio
- 19:00 - 20:00 Cerimonia d'apertura

Venerdì 26 luglio
- 16:00 - 20:25 Allenamenti

Sabato 27 luglio
- 9:00 - 11:55 Allenamenti
- 13:00 - 16:15 Qualificazioni cronometro
- 17:00 - 18:15 Super finali cronometro

Domenica 28 luglio
- 8:00 - 9:30 Allenamenti
- 10:00 - 12:00 Qualificazioni Elite e Junior
- 15:00 - 16:50 Finali Elite e Junior

Orari in UTC+12

## Medagliere
| Pos.   | Nazione       | Oro | Argento | Bronzo | Totale |
| ------ | ------------- | --- | ------- | ------ | ------ |
| 1      | Stati Uniti   | 4   | 3       | 0      | 7      |
| 2      | Australia     | 1   | 2       | 1      | 4      |
| 3      | Francia       | 1   | 1       | 3      | 5      |
| 4      | Colombia      | 1   | 0       | 0      | 1      |
| 4      | Gran Bretagna | 1   | 0       | 0      | 1      |
| 6      | Nuova Zelanda | 0   | 1       | 1      | 2      |
| 7      | Argentina     | 0   | 1       | 0      | 1      |
| 8      | Germania      | 0   | 0       | 2      | 2      |
| 9      | Paesi Bassi   | 0   | 0       | 1      | 1      |
| Totale | Totale        | 8   | 8       | 8      | 24     |

## Sommario degli eventi
| Eventi                       | Oro                         | Tempo | Argento                    | Tempo | Bronzo                      | Tempo |
| Uomini                       |                             |       |                            |       |                             |       |
| Gara Elite dettagli          | Liam Phillips Gran Bretagna |       | Marc Willers Nuova Zelanda |       | Luis Brethauer Germania     |       |
| Gara Junior (dettagli)       | Sean Gaian Stati Uniti      |       | Gonzalo Molina Argentina   |       | Jéremy Rencurel Francia     |       |
| Cronometro Elite (dettagli)  | Connor Fields Stati Uniti   |       | Joris Daudet Francia       |       | Sylvain André Francia       |       |
| Cronometro Junior (dettagli) | Romain Mahieu Francia       |       | Sean Gaian Stati Uniti     |       | Niek Kimmann Paesi Bassi    |       |
| Donne                        |                             |       |                            |       |                             |       |
| Gara Elite dettagli          | Caroline Buchanan Australia |       | Lauren Reynolds Australia  |       | Manon Valentino Francia     |       |
| Gara Junior (dettagli)       | Felicia Stancil Stati Uniti |       | Shayona Glynn Stati Uniti  |       | Hannah Sarten Nuova Zelanda |       |
| Cronometro Elite (dettagli)  | Mariana Pajón Colombia      |       | Alise Post Stati Uniti     |       | Caroline Buchanan Australia |       |
| Cronometro Junior (dettagli) | Felicia Stancil Stati Uniti |       | Rachel Jones Australia     |       | Sarah Sailer Germania       |       |